# Турино (Могилёвская область)
Турино́ (бел. Турыно́) — агрогородок в составе Хвастовичского сельсовета Глусского района Могилёвской области Республики Беларусь.

## Население
- 1999 год — 244 человека
- 2009 год — 254 человека